# 46. Reserve-Division (Deutsches Kaiserreich)
Die 46. Reserve-Division war ein Großverband der Preußischen Armee im Ersten Weltkrieg.

## Gründung
Die Division wurde aus Garnisonen des IX. und X. Korps formiert. Über 75 % der Division bestand aus Kriegsfreiwilligen, Reservisten und Offizieren der Landwehr. Der Schriftsteller Werner Beumelburg sollte später den Begriff der Kinderregimenter prägen. In seinen Büchern bezeichnete er die aus unerfahrenen Kriegsfreiwilligen bestehenden in Flandern eingesetzten neuen Regimenter, zu deren Mannschaften er seinerzeit auch gehört hatte, aufgrund des Alters ihrer Soldaten als Kinderregimenter. Da die Mitglieder des Reserve-Infanterie-Regiments Nr. 215 aus Lübeck – Katharineum, Johanneum, Lehrer-Seminar, … – stammten sprach man später auch vom Lübecker Kinderregiment.

## Gliederung

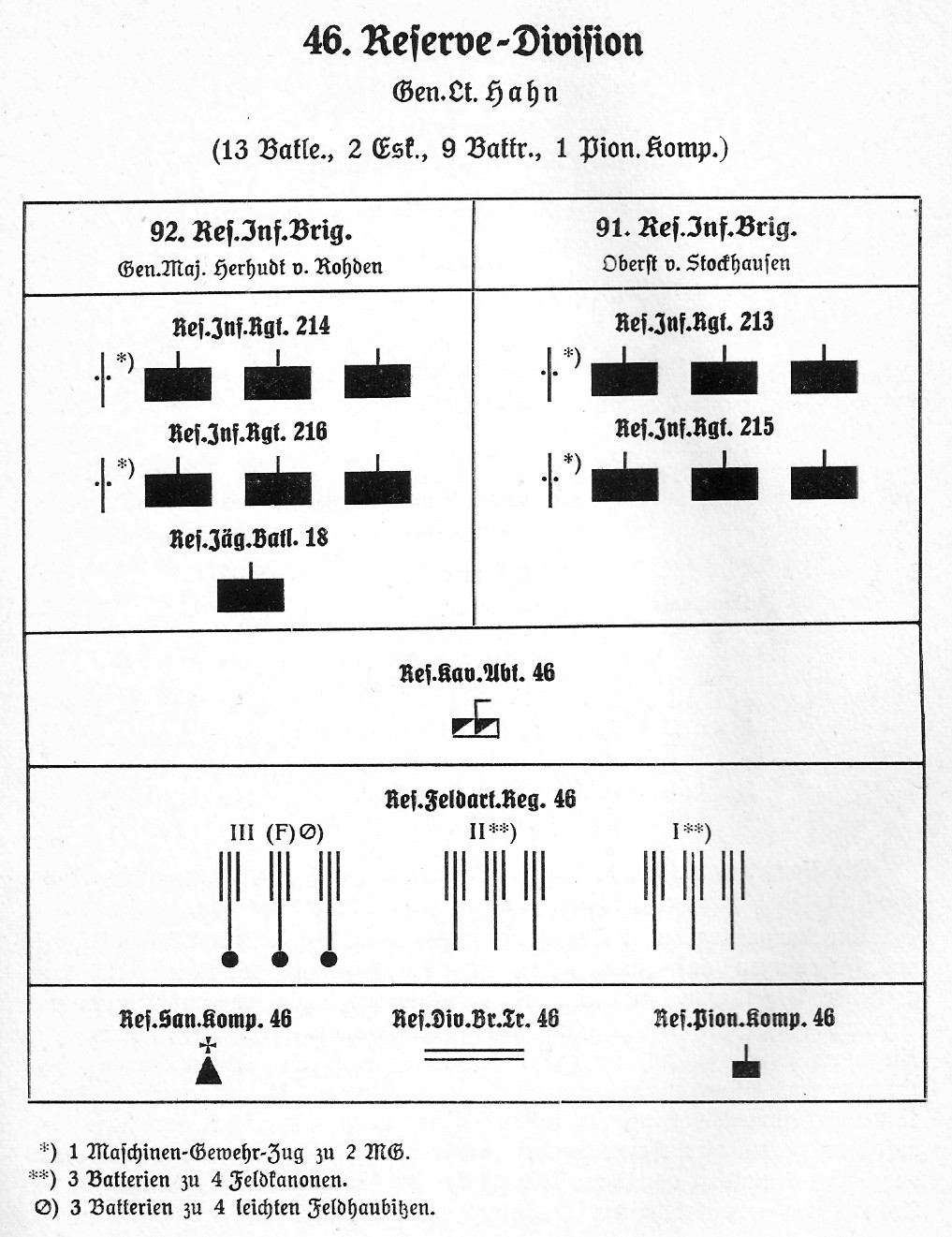
Kriegsgliederung von 1914

### Kriegsgliederung vom 10. September 1914
- 91. Reserve-Infanterie-Brigade
  - Reserve-Infanterie-Regiment Nr. 213
  - Reserve-Infanterie-Regiment Nr. 215
- 92. Reserve-Infanterie-Brigade
  - Reserve-Infanterie-Regiment Nr. 214
  - Reserve-Infanterie-Regiment Nr. 216
  - Reserve-Jäger-Bataillon Nr. 18
- Reserve-Kavallerie-Abteilung Nr. 46
- Reserve-Feldartillerie-Regiment Nr. 46
- Reserve-Pionier-Kompanie Nr. 46

### Kriegsgliederung vom 8. Februar 1918
- 92. Reserve-Infanterie-Brigade
  - Reserve-Infanterie-Regiment Nr. 214
  - Reserve-Infanterie-Regiment Nr. 215
  - Reserve-Infanterie-Regiment Nr. 216
  - Reserve-Kavallerie-Abteilung Nr. 46
- Artillerie-Kommandeur Nr. 46
  - Reserve-Feldartillerie-Regiment Nr. 46
- Pionier-Bataillon Nr. 346
- Divisions-Nachrichten-Kommandeur Nr. 446

## Gefechtskalender

### 1914
- 18. Oktober bis 30. November --- Schlacht an der Yser
  - 20. Oktober bis 11. November --- Kämpfe um Bixschoote
- ab 1. Dezember --- Stellungskämpfe an der Yser

### 1915

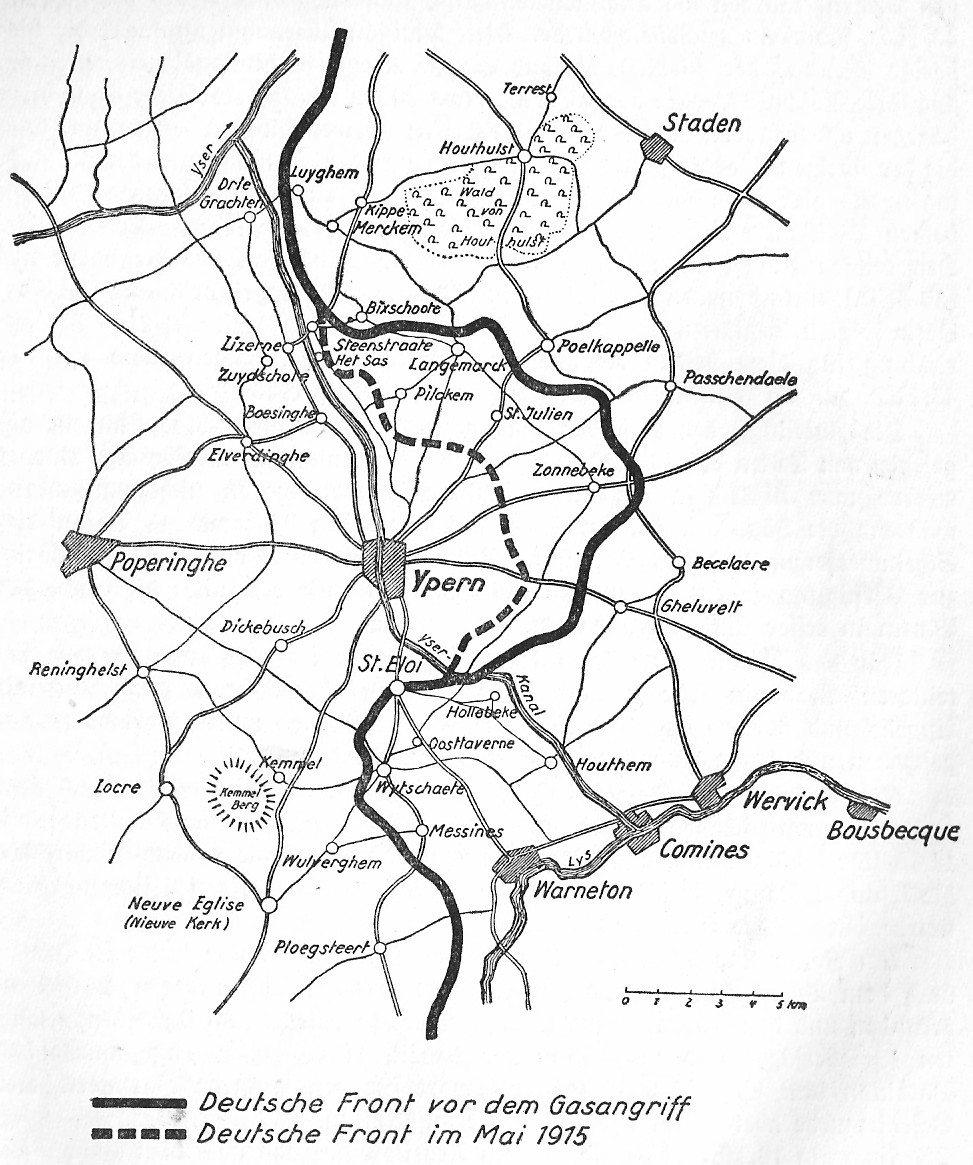
Zweite Ypern-Schlacht

- bis 21. April --- Stellungskämpfe an der Yser
- 22. April bis 25. Mai --- Kämpfe um Ypern
- ab 26. Mai --- Stellungskämpfe an der Yser

### 1916
- bis 5. September --- Stellungskämpfe an der Yser
- 5. September bis 28. Oktober --- Schlacht an der Somme
- 31. Oktober bis 25. Dezember --- Stellungskämpfe in der Champagne
- ab 28. Dezember --- Stellungskämpfe in Lothringen

### 1917
- bis 28. Januar --- Stellungskämpfe in Lothringen
- 28. Januar bis 14. März --- Kämpfe an der Aisne
- 15. März bis 5. April --- Stellungskämpfe an der Aisne
- 6. April bis 27. Mai --- Doppelschlacht an der Aisne und in der Champagne
- 28. Mai bis 25. Juli --- Stellungskämpfe am Chemin des Dames
- 25. Juli bis 13. Dezember --- Stellungskämpfe vor Verdun
  - 12. August bis 9. Oktober --- Abwehrschlacht bei Verdun
- ab 13. Dezember --- Stellungskämpfe in Lothringen

### 1918
- bis 9. Januar --- Stellungskämpfe in Lothringen
- 10. Januar bis 4. Februar --- Stellungskämpfe in Lothringen und in den Vogesen
- 4. Februar bis 27. April --- Stellungskämpfe in Lothringen
- 28. April bis 8. Juni --- Kämpfe an der Avre und bei Montdidier und Noyon
- 9. Juni bis 11. Juli --- Kämpfe an der Avre und Matz
  - 9. bis 13. Juni --- Schlacht bei Noyon
- 12. bis 17. Juli --- Stellungskämpfe westlich Soissons
- 18. bis 25. Juli --- Abwehrschlacht zwischen Soissons und Reims
- 2. August --- Division aufgelöst

## Kommandeure

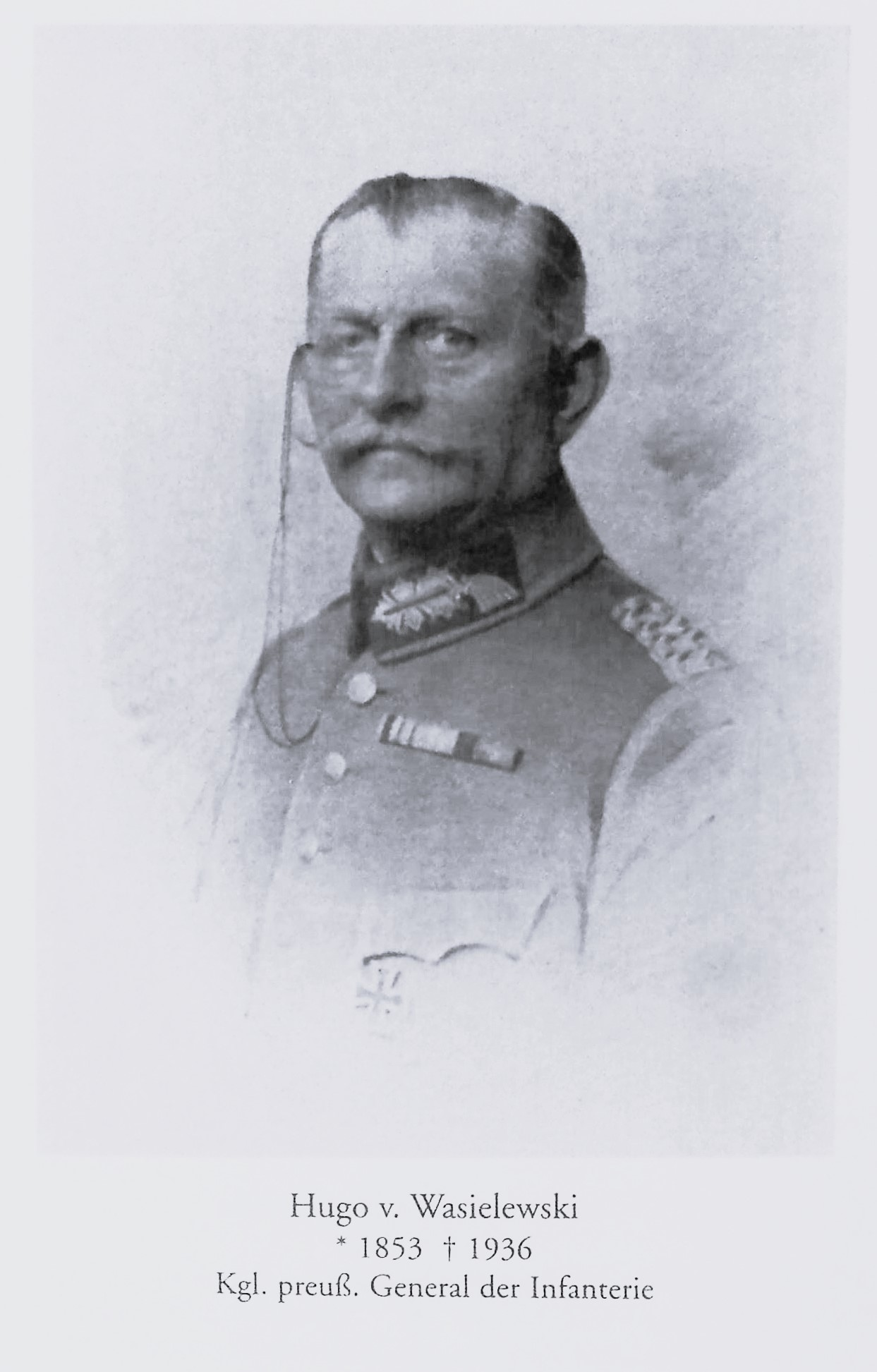
Hugo von Wasielewski

| Dienstgrad      | Name                 | Datum                           |
| --------------- | -------------------- | ------------------------------- |
| Generalleutnant | Bruno Hahn           | 25. August 1914 bis 9. Mai 1915 |
| Generalleutnant | Hugo von Wasielewski | 10. Mai 1915 bis 18. Juni 1918  |
| Generalmajor    | Siegfried von Held   | 19. Juni bis 31. Juli 1918      |